# 谷口三郎
谷口 三郎（たにぐち さぶろう、1885年（明治18年）4月7日 - 1957年（昭和32年）8月13日）は、大正から昭和時代の土木工学者、内務技監。

## 経歴
広島県に生まれる。1909年（明治42年）東京帝国大学工科大学土木工学科を卒業し、北海道庁に入り、小樽、留萌の築港工事を担当する。1915年（大正4年）内務省に転じ、1918年（大正7年）大阪土木出張所勤務を発令され、10余年に渡り淀川改修工事に従事した。1934年（昭和9年）土木局第一技術課長、1936年（昭和11年）東京土木出張所長を経て、1939年（昭和14年）に内務技監となり、1942年（昭和17年）に退官した。この間、1941年（昭和16年）土木学会第29代会長に就任し、同職を1年間務めたほか、ブラジル、エジプトで土木工学を教えた。
退官後は、日中親善に尽力し、1948年（昭和23年）まで鴨緑江、黄河などの治水事業を指導。帰朝後は建設工事の機械化の推進を主張し、1950年（昭和25年）日本建設機械化協会初代会長となった。ほか、内務省の技術者の地位向上に尽力した。

## 栄典
- 1940年（昭和15年）8月15日 - 紀元二千六百年祝典記念章[3]